# Аліканте (станція)
38°20′40″ пн. ш. 0°29′42″ зх. д. / 38.344444° пн. ш. 0.494972° зх. д.
Термінал Аліканте (валенсійською: Alacant terminal) — центральна залізнична станція міста Аліканте, Іспанія. Хоча її часто називають станцією RENFE, станція є частиною системи Adif, і є кінцевою станцією.
Станція приймає поїзди дальнього та середнього сполучення RENFE, а також є початковою станцією приміських поїздів C-1 та C-3 Серканіас Мурсія / Аліканте. Станція не повʼязана із вузькоколійною залізницею Аліканте-Денія, котру обслуговує FGV і котра входить до системи міського трамваю. 

## Історія

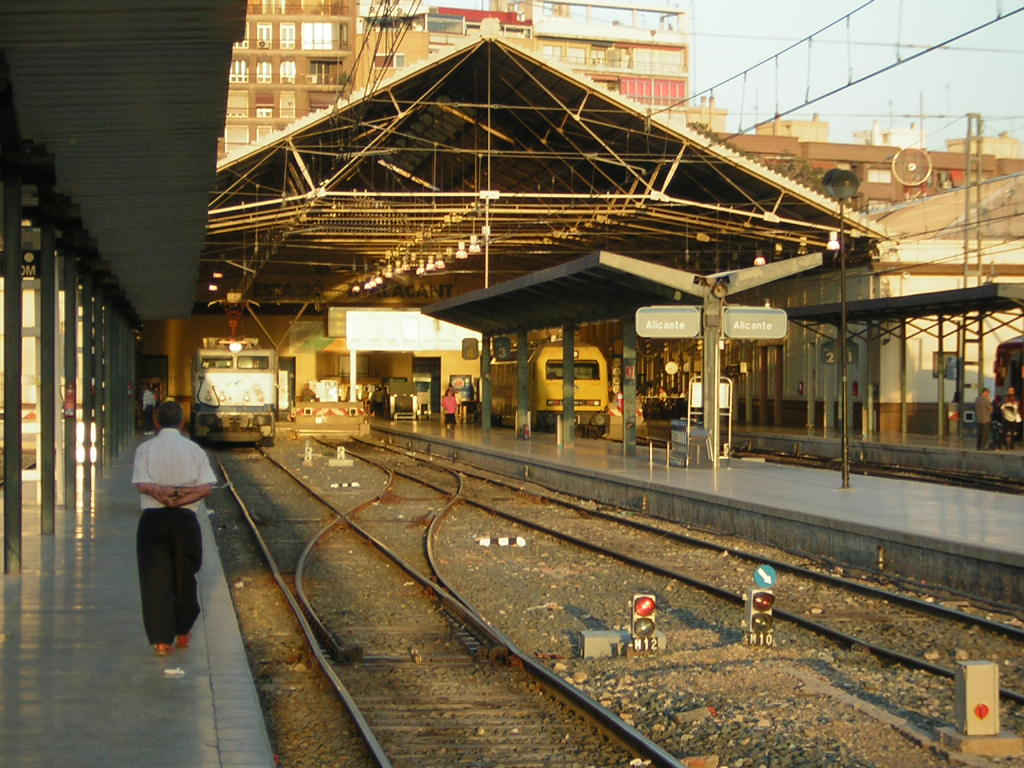
Станція Аліканте у 2005 році

Перший поїзд прибув до Аліканте з Мадриду 4 січня 1858 року. Будівництво залізниці з Мадриду до Аліканте зайняло майже 10 років. Будівництвом займалася «Залізнична компанія Мадриду, Сараґоси та Аліканте», пращур RENFE. Регулярні пасажирські перевезення розпочалися 1 березня 1858 року, але офіційне відкриття руху відбулося після візиту Королеви Ізабелли II 25 травня 1858 року.
Початковий проект станцій уздовж ділянки Альманса-Аліканте було узгоджено в 1853 році. Проект було розширено у 1857 році. На той час це був один з найбільших залізничних терміналів у Іспанії.
У період з 1967 по 1968 роки початковий фасад станції Аліканте було цілковито перебудовано.

## Сполучення
- Станція обслуговує передмістя Аліканте та Мурсія із частотою 1–2 поїзди на годину на лінії C-1, а також 9 поїздів на день на лінії C-3. Станція є початковою для обох ліній і розташована у тарифній зоні 6 мережі Серканіас Мурсія / Аліканте.
- Станція обслуговує поїзди RENFE середнього сполучення, наприклад Регіональний експрес та Регіональний зі сполученням до Валенсії, Мурсії, Картагени, Альбасете, Вільярробледо та Сьюдад-Реаль на лініях L-1 та L-2.
- Серед поїздів дальнього сполучення RENFE головними напрямками є Барселона та Мадрид. Після завершення будівництва швидкісної залізниці (AVE), подорож з Мадриду до Аліканте займає від 2 годин 20 хвилин до 2 годин 40 хвилин.